# Benneckenstein
Benneckenstein is een plaats en voormalige gemeente (thans een deelgemeente van Oberharz am Brocken) in de Duitse deelstaat Saksen-Anhalt, en maakt deel uit van de Landkreis Harz.
Benneckenstein is de geboorteplaats van organist en muziektheoreticus Andreas Werckmeister (1645-1706). In de stad vindt men een aan hem gewijd monument.
In 1741 verkreeg Benneckenstein stadsrechten van Frederik II van Pruisen.
Benneckenstein is een luchtkuuroord, heeft een halteplaats aan de Harzquerbahn en telt 1698 inwoners. Benneckenstein ligt niet ver van de grenzen van Nedersaksen en Thüringen.
In de stad bevindt zich het Ostdeutsches Fahrzeugmuseum met motorvoertuigen uit de voormalige DDR, een spoorwegmuseum, een midgetgolfplaats, een overdekt zwembad, een tennishal en een skispringschans.
Een blikvanger is de in 1852 gebouwde St. Laurentiuskirche, gewijd aan Laurentius van Rome. De kerk is gebouwd op een natuurlijk gevormde verhoging, Auf der Klippe. Een bijzonderheid van deze kerk is dat, in tegenstelling tot andere kerken, het altaar gericht is naar het westen.

## Ereburger
Max Schmeling (1905 - 2005) was een Duits zwaargewicht bokser. In 1934 was in Benneckenstein het trainingskamp van de nationale teams in het boksen, worstelen en gewichtheffen voor de Olympische Spelen van Berlijn (1936) in Berlijn. Op 28 november 1936 ontving Schmeling het ereburgerschap van de stad Benneckenstein en werd er een plein naar hem vernoemd.

## Geboren
- Andreas Werckmeister (1645-1706)

## Galerij

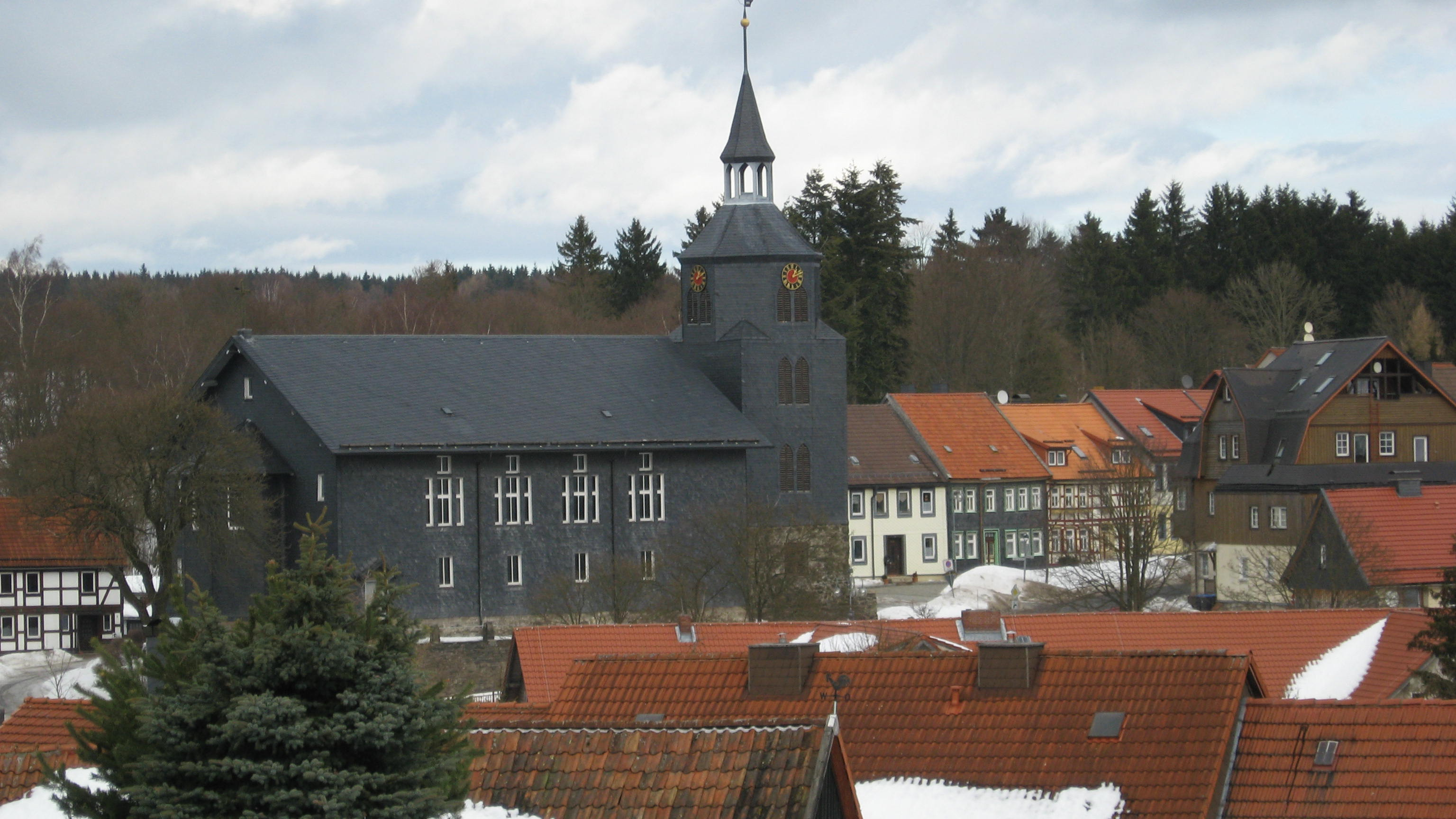
St. Laurentiuskerk te Benneckenstein in 2010
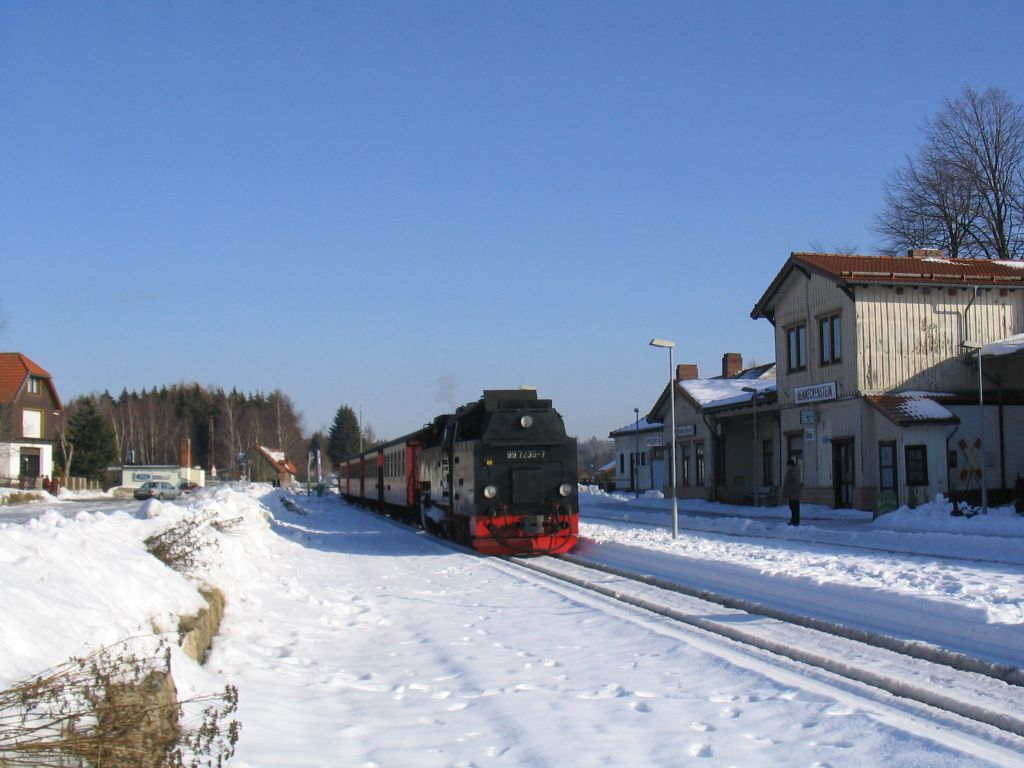
Het in 1899 gebouwde station Benneckenstein, van de HSB, ligt tussen haltepunt Sophienhof en station Sorge
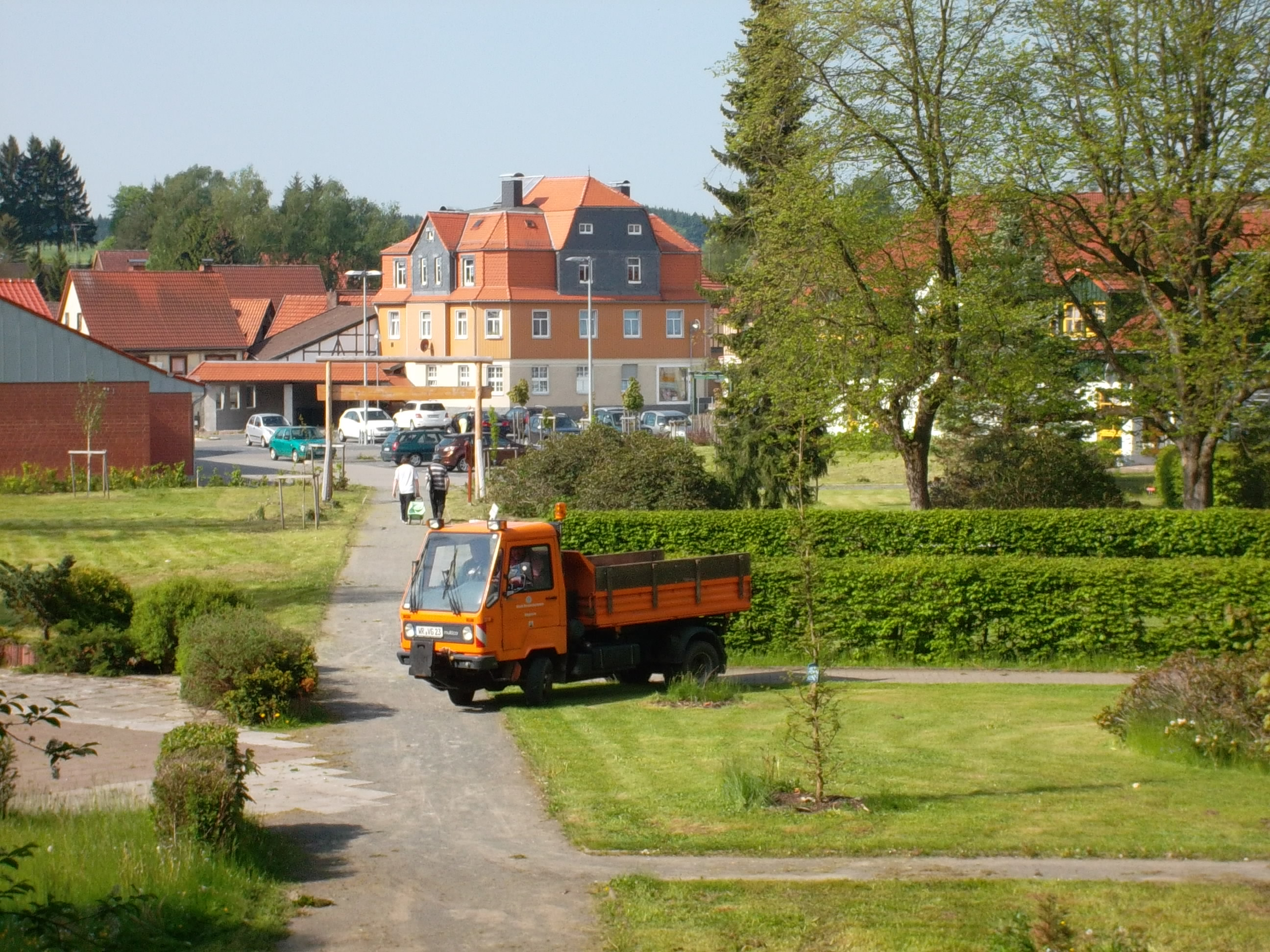
Centrum Benneckenstein
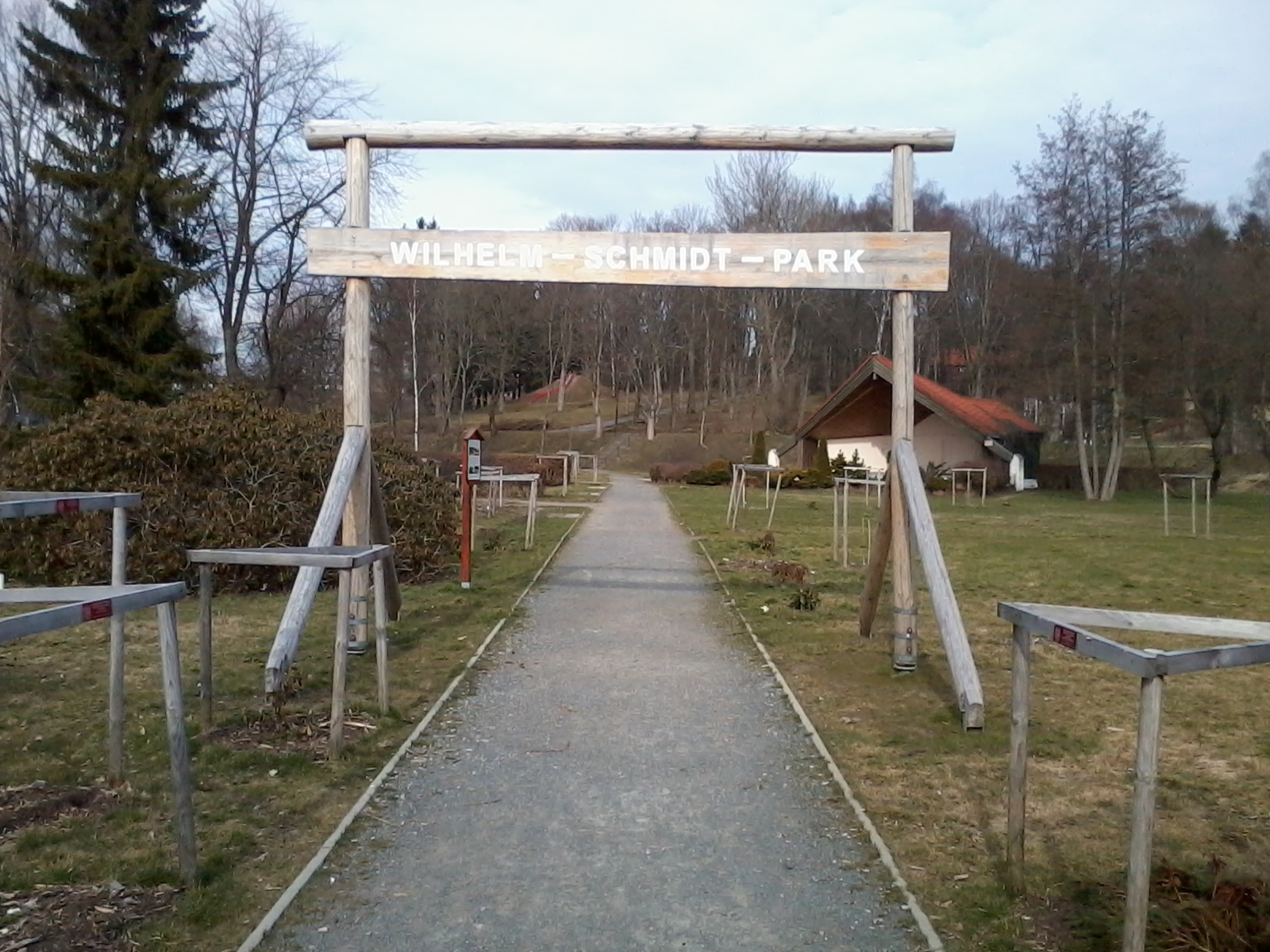
Wilhelm Schmidtpark
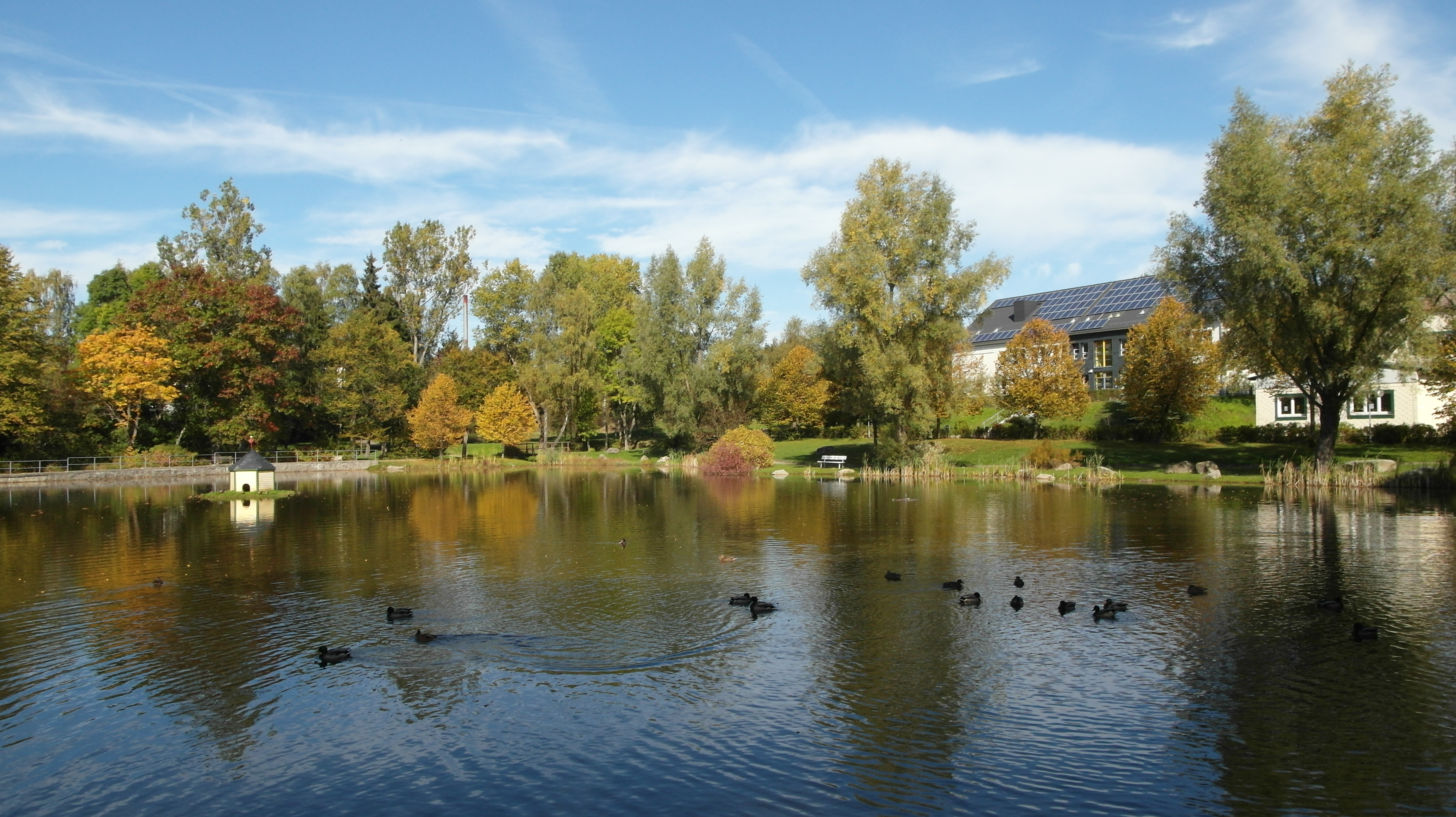
Visvijver voor de school in het Wilhelm Schmidtpark
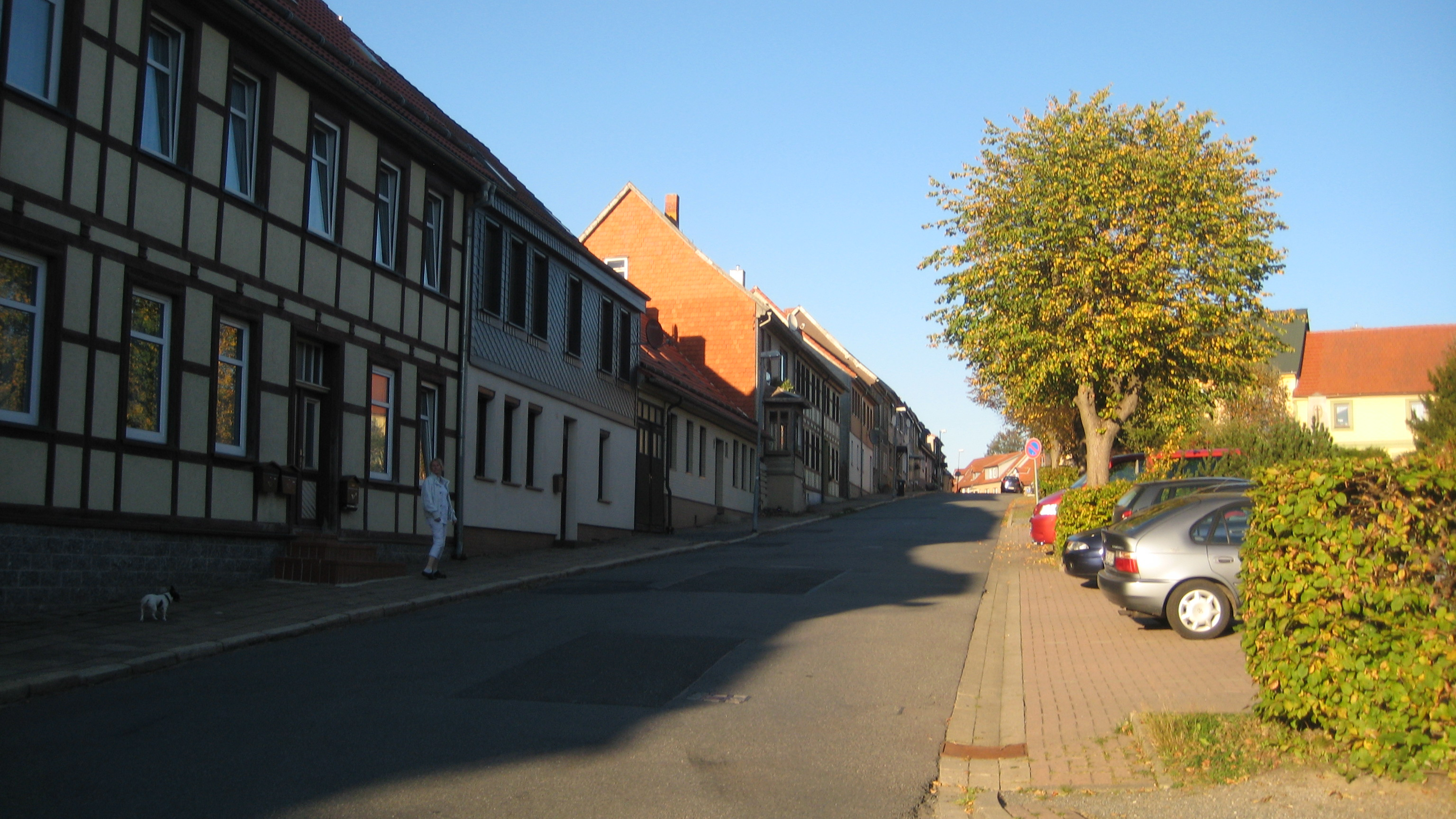
Friedrich Ebertplatz
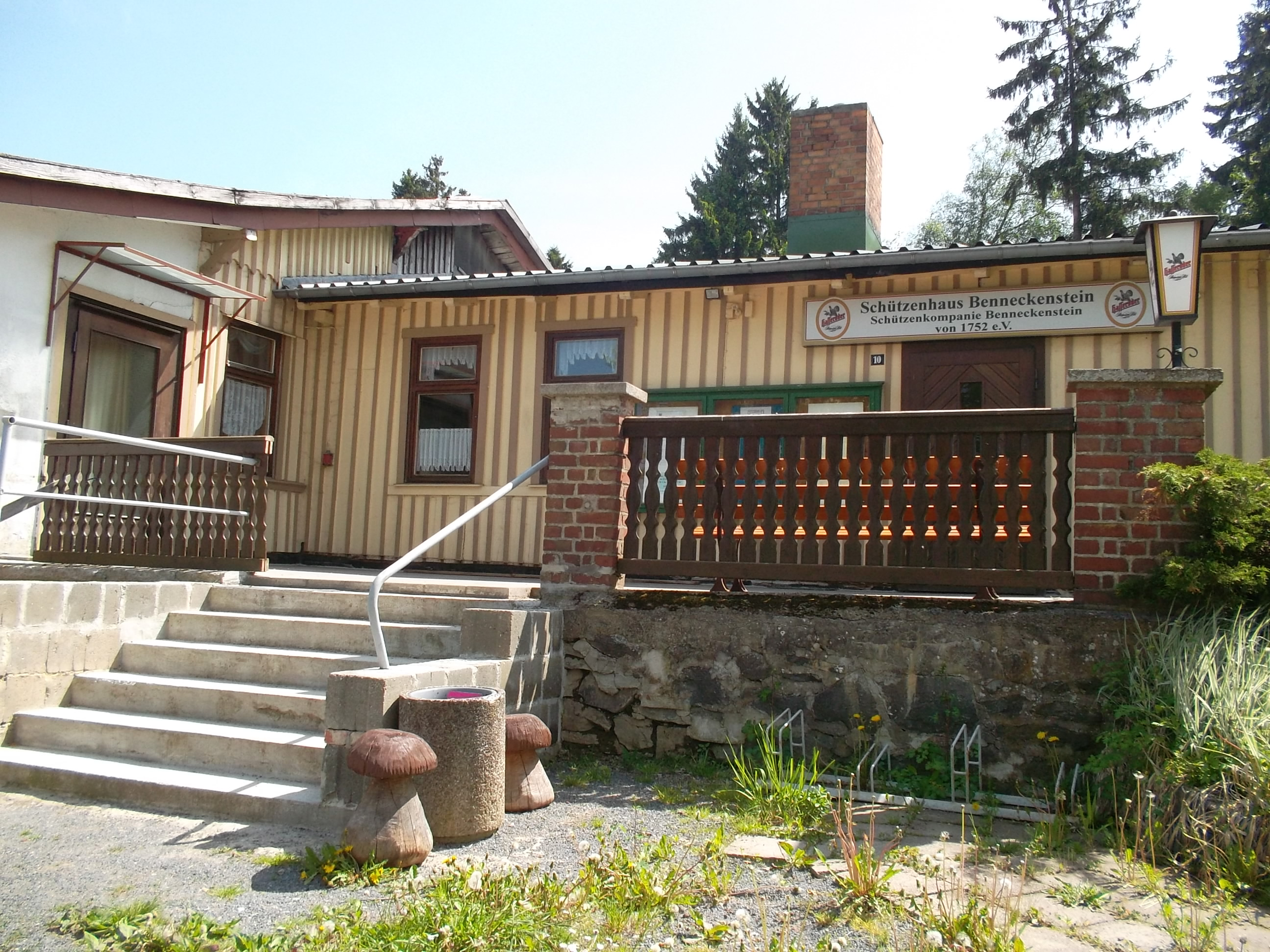
Schützenhaus